# パッション・プレイ (アルバム)
『パッション・プレイ』（原題：A Passion Play）は、イギリスのプログレッシブ・ロック・バンド、ジェスロ・タルが1973年に発表した6作目のスタジオ・アルバム。前スタジオ・アルバム『ジェラルドの汚れなき世界』（1972年）に続くコンセプト・アルバムで、来世へ行った男の魂の旅をテーマとしている。

## 背景
本作はイアン・アンダーソンが作った「Chateau D'Isaster」と呼ばれる作品の改作を含む内容で、フランスで録音された「Chateau D'Isaster」の未発表ヴァージョンは、1993年発売の未発表音源集『ナイトキャップ-アンリリースド・マスターズ1973年〜1991年』に収録された。なお、バンドの次作『ウォーチャイルド』（1974年）に収録された「スケーティング・アウェイ」、「バングル・イン・ザ・ジャングル」、「オンリー・ソリテアー」といった曲も「Chateau D'Isaster」からの流用である。そして、食料や機材など多くの問題が発生したため、バンドはフランスでのレコーディング・セッションを中止してロンドンへ戻り、アメリカ・ツアー開始まで17日しか残っていなかった状況で、本作を録音した。「眼鏡を失くした野ウサギの物語」は音楽とスポークン・ワードによる間奏曲で、この曲に関して『クマのプーさん』や『不思議の国のアリス』からの影響も指摘されたが、バンド側はむしろセルゲイ・プロコフィエフの『ピーターと狼』に近いと説明している。
オリジナルLPはA面/B面全編にわたりタイトル曲が収録され、A面の最後とB面の最初に「眼鏡を失くした野ウサギの物語」が挿入されていた。2003年発売のリマスターCDは、アルバム本編に「眼鏡を失くした野ウサギの物語」の映像が追加されたエンハンスト仕様となり、2014年発売のデラックス・エディション盤に収録されたスティーヴン・ウィルソンによるニュー・ミックス・ヴァージョンでは、タイトル曲が15トラックに分割された。

## 反響・評価
リリース当時は『メロディ・メイカー』誌のレビューで酷評され、スティーヴン・ホールデンも1973年8月30日付の『ローリング・ストーン』誌において「このアルバムで好意的に捉えられる面は音楽自体の演奏だけ」「45分にわたる気の抜けた呟きと非生産的な遊び」と評した。Bruce Ederはオールミュージックにおいて5点満点中3点を付け「『ジェラルドの汚れなき世界』とは大きく異なる上に、同作ほど成功していない」と評している。
アメリカではセールス的に成功を収め、Billboard 200では自身2度目の1位獲得を果たし、1973年7月のうちにRIAAによってゴールドディスクに認定された。また、本作のエディット・ヴァージョンを収録したシングルは、Billboard Hot 100で80位を記録。
ノルウェーのアルバム・チャートでは8週連続でトップ20入りし、うち3週にわたって5位を記録した。全英アルバムチャートでは16位に終わり、デビュー以来初めてトップ10入りを逃す結果となった。1973年9月に発売された日本初回盤LP (CHR-1040)の売り上げは『ジェラルドの汚れなき世界』に及ばなかったが、オリコンLPチャートでは自身最高の57位を記録した。

## ツアー

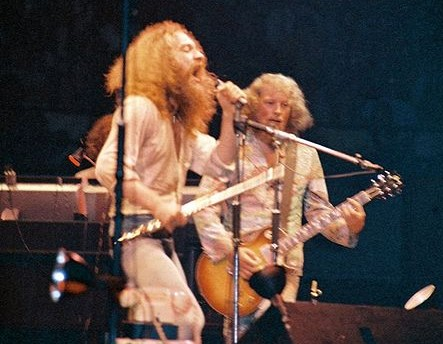
1973年のシカゴ公演。

1973年のアメリカ・ツアーは本作のリリース前から始まり、間奏曲「眼鏡を失くした野ウサギの物語」を映像として上演する形で本作が完全再現されたが、ツアー中イアン・アンダーソンはイングランドに戻り、残りの日程はキャンセルされた。ギタリストのマーティン・バーによれば、これがジェスロ・タル史上初の長期的な活動休止だったという。この件に関しては、『メロディ・メイカー』で本作が酷評されたのが原因でバンドが一度解散したと報じられたこともあるが、イアン・アンダーソンは後年、バンド側は詳しい事情を知らず、当時のマネージャーの独断だったと説明し「タルは一瞬たりとも解散したことはない」とコメントしている。

## 収録曲
「眼鏡を失くした野ウサギの物語」はイアン・アンダーソン、ジェフリー・ハモンド、ジョン・エヴァンの共作、その他のパートはアンダーソン作。

### LP

#### A面
1. パッション・プレイ - "A Passion Play" – 23:07

#### B面
1. パッション・プレイ - "A Passion Play" – 22:04

### 2014年リマスターCD
アクトI
1. ライフビーツ/プレリュード - "Lifebeats / Prelude" – 3:24
2. ザ・シルヴァー・コード - "The Silver Cord" – 4:28
3. リ・アシューリング・チューン - "Re-Assuring Tune" – 1:11

アクトII
1. メモリー・バンク - "Memory Bank" – 4:20
2. ベスト・フレンズ - "Best Friends" – 1:56
3. クリティック・オプリック - "Critique Oblique" – 4:35
4. フォレスト・ダンス#1 - "Forest Dance #1" – 1:34
5. 眼鏡を失くした野ウサギの物語 - "The Story of the Hare Who Lost His Spectacles" – 4:10

アクトIII
1. フォレスト・ダンス#2 - "Forest Dance #2" – 1:12
2. ザ・フット・オブ・アワ・ステアーズ - "The Foot of Our Stairs" – 5:08
3. オーヴァーシーア・オーヴァーチュア - "Overseer Overture" – 3:58

アクトIV
1. フライト・フロム・ルシファー - "Flight from Lucifer" – 3:56
2. 10.08・トゥ・パディントン - "10:08 to Paddington" – 1:04
3. マグス・ペルデ - "Magus Perdé" – 3:53
4. エピローグ - "Epilogue" – 0:44

## 参加ミュージシャン
- イアン・アンダーソン - ボーカル、フルート、アコースティック・ギター、サクソフォーン
- マーティン・バー - エレクトリック・ギター
- ジョン・エヴァン - ピアノ、オルガン、シンセサイザー、スピーチ
- ジェフリー・ハモンド - ベース、ボーカル
- バリモア・バーロウ - ドラムス、ティンパニ、グロッケンシュピール、マリンバ

アディショナル・ミュージシャン
- デヴィッド・パーマー - オーケストラ・アレンジ、指揮